# Expedição 5
Expedição 5 foi a quinta expedição à Estação Espacial Internacional, realizada entre junho e dezembro de 2002. As operações a bordo começaram em 7 de junho, com a entrada da tripulação -Valery Korzun e Sergei Treschev da Rússia e a astronauta Peggy Whitson, dos Estados Unidos - na estação, levados pelo ônibus espacial Endeavour, missão STS-111 dos ônibus espaciais.

## Tripulação
| Posição             | Tripulante      |                 |
| ------------------- | --------------- | --------------- |
| Comandante          | Valery Korzun   | Valery Korzun   |
| Engenheira de voo 1 | Peggy Whitson   | Peggy Whitson   |
| Engenheiro de voo 2 | Sergei Treschev | Sergei Treschev |

## Parâmetros da Missão
- Massa:144,634 kg
- Perigeu: 384 km
- Apogeu: 396 km
- Inclinação: 51.6°
- Período: 92 min
- Acoplagem: STS-111; 7 de Junho de 2002, 16:25 UTC
- Desacoplagem: STS-113; 2 de Dezembro de 2002, 20:05 UTC
- Duração: 178 dias, 3 horas e 40 minutos

## Missão
A missão começou depois da cerimônia de boas-vindas da tripulação anterior, com o toque cerimonial do sino de bronze da estação anunciando a troca de comando. Enquanto a bordo a astronauta Whitson, formada em biologia e química, foi nomeada como primeira oficial de ciências da ISS pelo administrador-geral da NASA, Sean O'Keefe.
Nos 185 dias de estadia no espaço, a equipe realizou cerca de 15 novas experiências científicas além de acompanhar e desenvolver experiências iniciadas antes de sua chegada. Duas atividades extra-veiculares foram realizadas, todas a partir do minimódulo de acoplagem Pirs e usando trajes espaciais russos Orlan. Foram instalados seis painéis-escudo de proteção de detritos espaciais no módulo Zvezda e suportes externos para funcionarem como base de futuras experiências espaciais. 
Os russos Korzun e Theshchev também instalaram novas amostras de materiais em experiências decorrentes da Agência Espacial Japonesa (JAXA), anexadas à parte externa do módulo Zvezda. O tempo total somado das duas AEVs foi de 9 horas e 40 minutos.

## Galeria

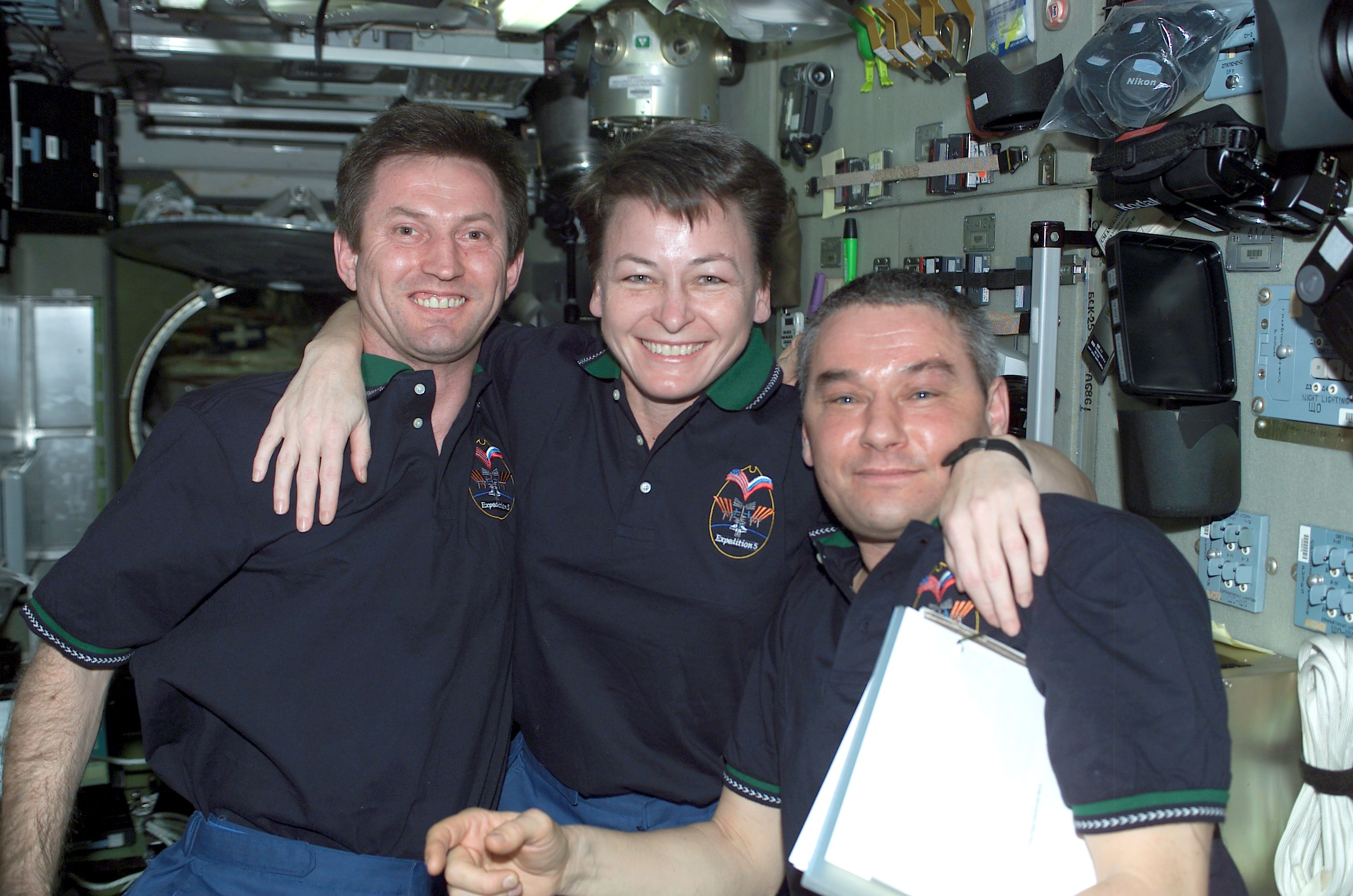
Theshchev, Whitson e Korzun no módulo Zvezda.
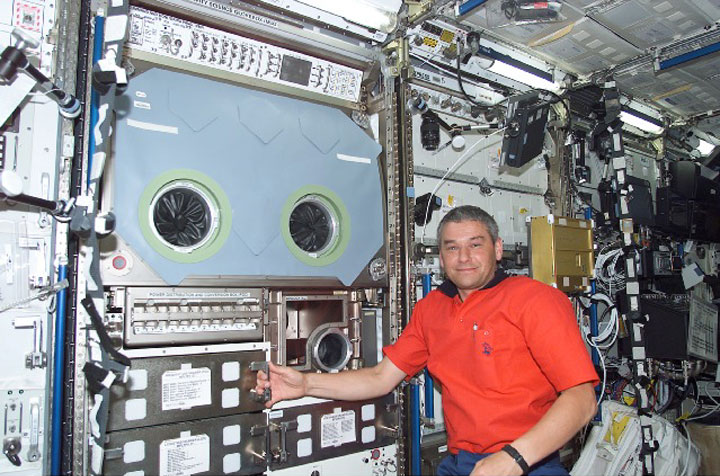
O comandante Korzun no módulo Destiny.
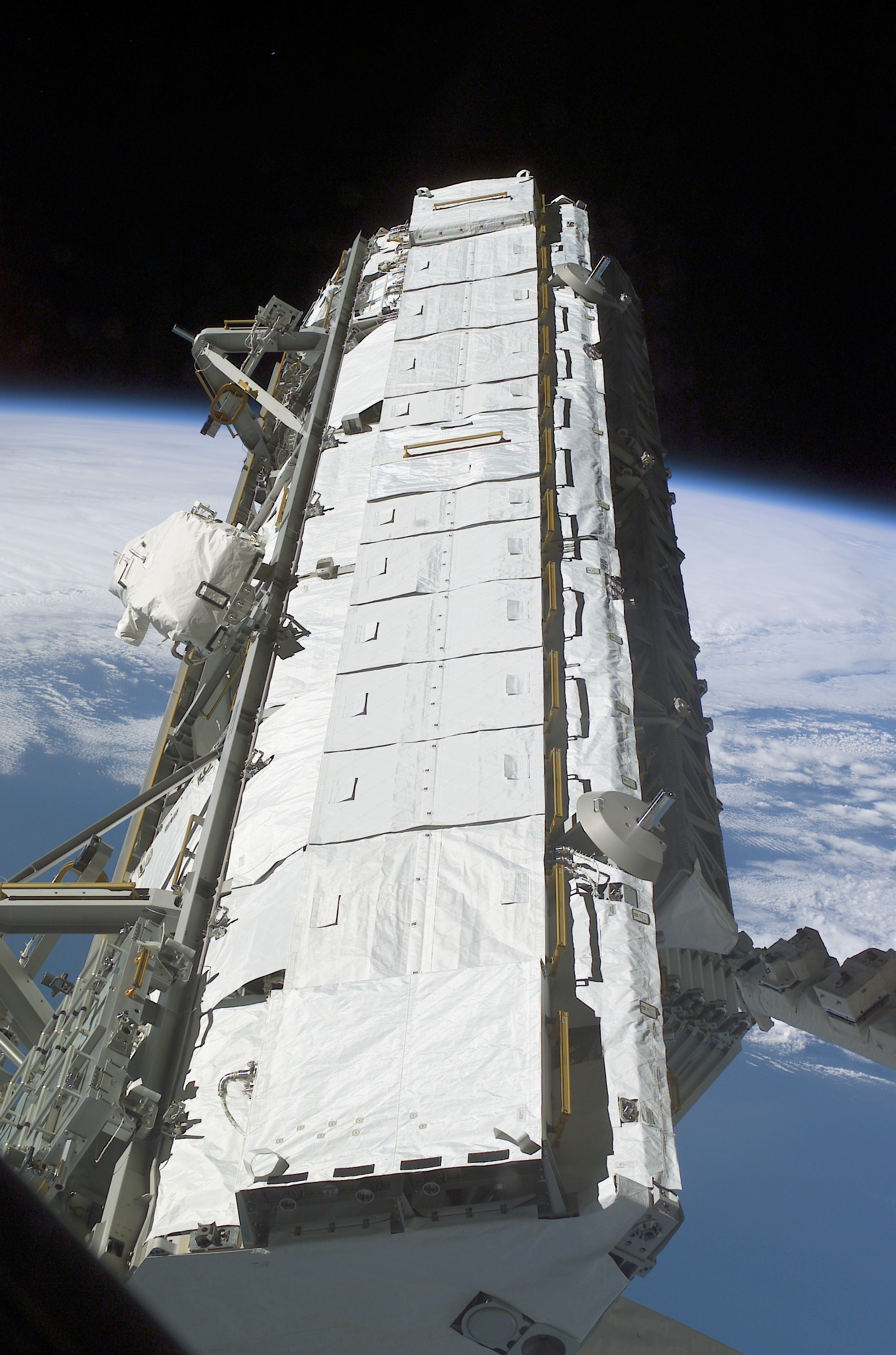
Nova estrutura da ISS trazida pela Atlantis é instalada pelo braço robótico Canadarm2.
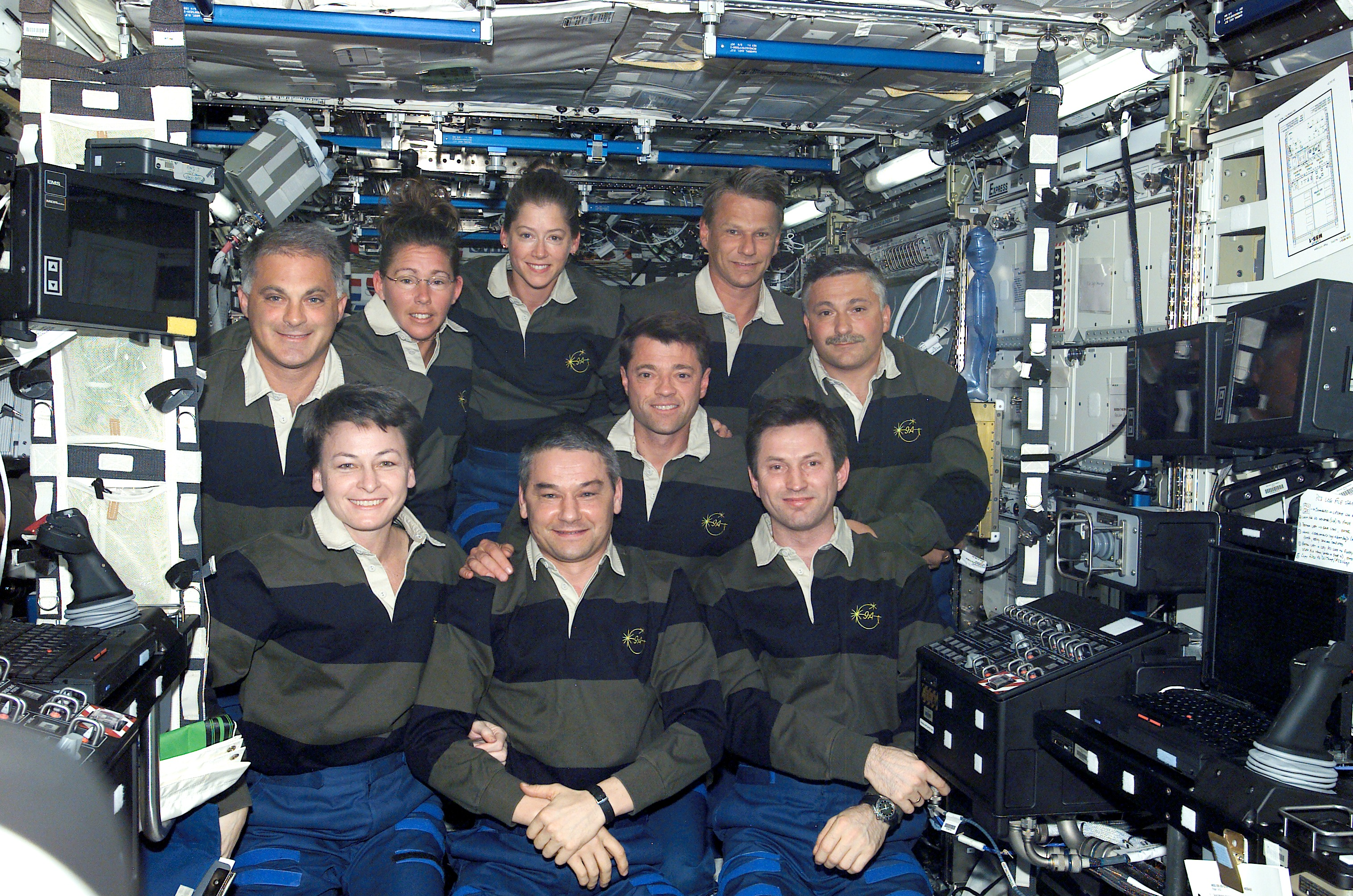
Os integrantes da Expedição 5 com a tripulação da STS-112 Atlantis, durante missão do ônibus espacial à estação.
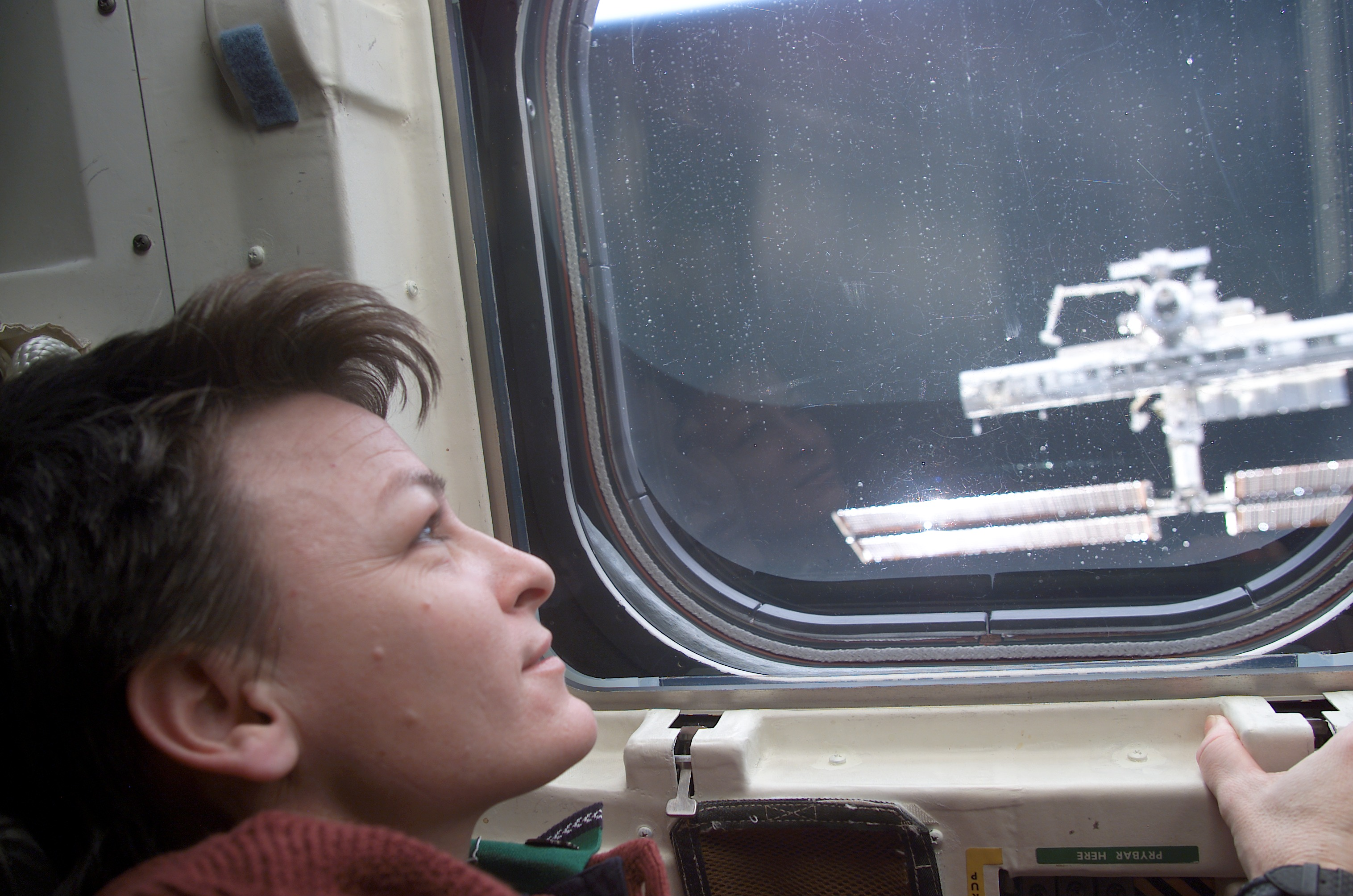
Whitson vê a ISS de dentro da Endeavour após a separação das naves.